# Episodi di Detective Conan (ventesima stagione)
Questa è una lista degli episodi della ventesima stagione della serie anime Detective Conan.

## Lista episodi
| Nº Ja | Nº It | Titolo italiano Giapponese 「Kanji」 - Rōmaji - Traduzione letterale | In onda           | In onda           |
| Nº Ja | Nº It | Titolo italiano Giapponese 「Kanji」 - Rōmaji - Traduzione letterale | Giapponese        | Italiano          |
| 606   | 657   | Confronto in tribunale - prima parte - 「法廷の対決IV裁判員小林澄子（前編）」 - Hōtei no taiketsu four - Saibanin Kobayashi Sumiko (zenpen) – "Confronto in tribunale IV - Il giurato Sumiko Kobayashi (prima parte)" | 19 febbraio 2011  | 12 settembre 2014 |
| 606   | 657   | La maestra Kobayashi viene chiamata in tribunale come giurato. Il processo in questione riguarda il caso di omicidio del presidente di una società immobiliare. La difesa dell'imputato viene affidata ad Eri mentre l'accusa al procuratore Reiko Kujo. Al processo assistono anche Kogoro, Ran e Conan. Durante il dibattimento, Kobayashi nota, da un'immagine presentata alla giuria, che, nel luogo del delitto, è presente un quadro appeso al contrario. Quando il sostituto procuratore si reca nell'abitazione della vittima e rimuove il quadro viene rinvenuta una prova a carico dell'imputato. |                   |                   |
| 607   | 658   | Confronto in tribunale - seconda parte - 「法廷の対決IV裁判員小林澄子（後編）」 - Hōtei no taiketsu four - Saibanin Kobayashi Sumiko (kōhen) – "Confronto in tribunale IV - Il giurato Sumiko Kobayashi (seconda parte)" | 26 febbraio 2011  | 15 settembre 2014 |
| 607   | 658   | Conan si accorge che un vaso è stato rimosso dalla scena del crimine. La domestica che lavorava nell'abitazione della vittima risponde in modo evasivo riguardo a questa sparizione. Con l'aiuto di Kogoro e dei Giovani Detective, Conan riesce a tendere una trappola alla donna e a recuperare il vaso. Su questo oggetto si trovano delle tracce ematiche che consentono a Conan di capire chi è il vero colpevole. |                   |                   |
| 608   | 659   | Il caso agrodolce - prima parte - 「裏切りのホワイトデー（前編）」 - Uragiri no howaito dē (zenpen) – "Il white day del tradimento (prima parte)" | 5 marzo 2011      | 16 settembre 2014 |
| 608   | 659   | Kogoro partecipa alla pubblicità di un particolare tipo di cioccolato dal sapore molto aspro. Per questo motivo, Kogoro viene invitato ad un party organizzato dal presidente della società produttrice e dalla moglie. Durante la serata, il presidente muore avvelenato. La principale sospettata è sua moglie, che, però, non avrebbe potuto dare il veleno alla vittima poiché, in quel momento, era impegnata a leggere la mano a Ran. Conan è convinto che sia colpevole ed indaga per scoprire il trucco che ha utilizzato. |                   |                   |
| 609   | 660   | Il caso agrodolce - seconda parte - 「裏切りのホワイトデー（後編）」 - Uragiri no howaito dē (kōhen) – "Il white day del tradimento (seconda parte)" | 19 marzo 2011     | 17 settembre 2014 |
| 609   | 660   | Dopo varie indagini, Conan, addormentando Kogoro, svela il trucco utilizzato dalla donna per avvelenarlo. Tornata a casa, Ran trova un regalo per il white day da parte di Shinichi. |                   |                   |
| 610   | 661   | La vittima è Shinichi Kudo 「被害者はクドウシンイチ」 - Higaisha wa Kudō Shin'ichi – "La vittima è Shinichi Kudo" | 9 aprile 2011     | 18 settembre 2014 |
| 610   | 661   | Heiji arriva a Tokyo dopo che un uomo di nome Shinichi Kudo ha chiesto al padre di Kazuha di indagare sulla morte di due membri della sua famiglia: cinque anni prima, dopo la morte di Tsunechika Inubushi, un miliardario, otto persone, tra cui questo Shinichi, si sono presentate affermando di essere suoi figli e sua moglie, ora in punto di morte, li ha adottati. Due di essi sono morti in circostanze misteriose e si dice che siano stati attaccati da un cane avvolto dalle fiamme, a conferma della misteriosa "maledizione del cane demone". Conan e Heiji vanno a trovare Kudo, ma lo trovano morto nella sua stanza. |                   |                   |
| 611   | 662   | Il castello Inubushi: il cane infuocato 「犬伏城 炎の魔犬（鬼火の章）」 - Inubushi jō - En no mainu (onibi no akira) – "Il castello Inubushi - La fiamma del cane demone (capitolo del fantasma di fuoco)" | 16 aprile 2011    | 19 settembre 2014 |
| 611   | 662   | Kogoro, Conan, Heiji, Ran e Kazuha si recano al castello della famiglia Inubushi. La quarta figlia muore cadendo da una rupe, proprio di fronte a Conan e Heiji. I due detective notano, attorno al luogo del delitto, alcune tracce che sembrerebbero essere state lasciate dal cane demoniaco. Nel frattempo, Ran e Kazuha vengono attaccate dal cane demone. |                   |                   |
| 612   | 663   | Il castello Inubushi: le impronte infuocate 「犬伏城 炎の魔犬（足跡の章）」 - Inubushi jō - En no mainu (ashiato no akira) – "Il castello Inubushi - La fiamma del cane demone (capitolo delle impronte)" | 23 aprile 2011    | 22 settembre 2014 |
| 612   | 663   | Ran e Kazuha riescono a sfuggire. Un membro della famiglia Inubushi afferma che, in passato, aveva sentito dei rumori provenire da un capanno nel bosco. Quando i detective vi si recano per indagare, l'uomo che li aveva accompagnati viene a sua volta attaccato dal cane demone. Alla fine, Conan e Heiji capiscono come sono andate veramente le cose. |                   |                   |
| 613   | 664   | Il castello Inubushi: la principessa 「犬伏城 炎の魔犬（姫の章）」 - Inubushi jō - En no mainu (hime no akira) – "Il castello Inubushi - La fiamma del cane demone (capitolo della principessa)" | 30 aprile 2011    | 23 settembre 2014 |
| 613   | 664   | Kogoro, Ran e Kazuha notano che i nomi dei fratelli sono tutti legati ai protagonisti dell'opera Nansō satomi hakkenden (Cronache degli otto cani). Conan e Heiji fanno apparire il cane demone davanti a tutti dimostrando che l'animale è un semplice cane coperto da un telo ed illuminato da led a intermittenza. |                   |                   |
| 614   | 665   | Il segreto nel diario - prima parte - 「日記が奏でる秘密（前編）」 - Nikki ga kanaderu himitsu (zenpen) – "Il segreto che il diario suona (prima parte)" | 7 maggio 2011     | 24 settembre 2014 |
| 614   | 665   | L'auto di Agasa resta in panne e, mentre cerca un mezzo sostitutivo, Ayumi sente il suono di un pianoforte provenire da una casa. Visto che sta piovendo a dirotto, i ragazzi decidono di chiedere ospitalità, ma sembra che non ci sia nessuno all'interno dell'edificio. Durante l'ispezione della casa, Mitsuhiko nota che una persona li sta spiando dalla porta mentre Conan trova un'agendina in cui si parla di omicidi e di un ragazzino. Genta cade su una bara di piccole dimensioni, ma, al suo interno, non vi è nessuno. Il piano riprende a suonare ed i ragazzi, sapendo in che stanza si trova chi possiede la casa, pensano di poter continuare ad ispezionare l'abitazione senza pericolo. Ayumi trova una fotografia che raffigura due adulti ed una bambina intenti a suonare strumenti musicali differenti. Nel frattempo, Conan si accorge che il suono del pianoforte è solo una registrazione. |                   |                   |
| 615   | 666   | Il segreto nel diario - seconda parte - 「日記が奏でる秘密（後編）」 - Nikki ga kanaderu himitsu (kōhen) – "Il segreto che il diario suona (seconda parte)" | 14 maggio 2011    | 25 settembre 2014 |
| 615   | 666   | Conan nota che la sedia del pianoforte è regolabile e può essere utilizzata anche da un bambino. I Detective Boys cercano, quindi, di scoprire dove è nascosto il ragazzino citato nell'agenda. |                   |                   |
| 616   | 667   | Nella patria di Holmes - prima parte - 「ホームズの黙示録（名探偵（ホームズ）の弟子）」 - Hōmuzu no Mokushiroku (Hōmuzu no deshi) – "L'Apocalisse di Holmes (l'allievo di Holmes)" | 21 maggio 2011    | 11 ottobre 2014   |
| 616   | 667   | Dopo avere ritrovato il gatto di una ricca signora, Conan, Ran e Kogoro vengono premiati dalla donna con un viaggio a Londra. Dato che Conan non possiede il passaporto, Ai gli concede due pillole dell'antidoto dell'APTX4869: la prima per la partenza e la seconda per il viaggio di ritorno. Ai lo mette in guardia ricordandogli che potrà tornare ad essere Shinichi per sole ventiquattro ore. Accompagnato da Agasa, Conan è entusiasta di poter visitare la città di Sherlock Holmes. Ma, subito dopo la sua visita al museo di Baker Street, Conan incontra un giovane ragazzo in cerca di Holmes. Fingendosi l'apprendista del famoso detective, Conan scopre che questi ha ricevuto una lettera con un indovinello da un uomo misterioso che ha intenzione di commettere un omicidio. Conan, grazie all'aiuto della polizia di Scotland Yard, viene a sapere che molti altri bambini hanno ricevuto la stessa lettera e che, quindi, potrebbe verificarsi un omicidio di massa proprio a Londra. |                   |                   |
| 617   | 668   | Nella patria di Holmes - seconda parte - 「ホームズの黙示録(Love is 0)」 - Hōmuzu no Mokushiroku (Love is zero) – "L'Apocalisse di Holmes (l'amore è 0)" | 28 maggio 2011    | 11 ottobre 2014   |
| 617   | 668   | Ran e Kogoro continuano a visitare la città. Quando Kogoro si allontana per fare acquisti, Ran conosce per caso Minerva Glass, una famosa tennista, nonché sorella di Apollo, il ragazzino con cui aveva parlato Conan poche ore prima. Nel frattempo, Conan continua ad indagare. Quando Ran chiama Shinichi, Conan sbaglia e risponde con la sua voce. Inoltre, il Big Ben suona proprio in quel momento facendo insospettire Ran. Lei scopre, quindi, che Shinichi si trova a Londra ed inizia a cercarlo nei pressi di Westminster; Conan, sentendosi braccato, si rifugia all'interno di una cabina telefonica. Non avendo altra scelta, Conan assume l'ultima dose di antidoto e torna momentaneamente ad essere Shinichi per poter dare spiegazioni a Ran. Lei non vuole sentire ragioni e scappa piangendo. Una donna misteriosa osserva la scena. |                   |                   |
| 618   | 669   | Nella patria di Holmes - terza parte - 「ホームズの黙示録（サタン）」 - Hōmuzu no Mokushiroku (Satan) – "L'Apocalisse di Holmes (Satana)" | 4 giugno 2011     | 11 ottobre 2014   |
| 618   | 669   | Agasa finge che Conan sia malato e Shinichi invita Ran e Kogoro ad investigare ancora sul codice segreto. La polizia riesce a risalire all'uomo che ha consegnato le lettere ai bambini: Ade Sabara, un pericoloso serial killer. Ran e Kogoro iniziano a capire il significato del messaggio e si recano nei luoghi indicati trovando altri indizi legati al personaggio di Sherlock Holmes. Nel frattempo, Shinichi indaga sul passato di Ade, ma l'effetto dell'antidoto svanisce e ritorna bambino. |                   |                   |
| 619   | 670   | Nella patria di Holmes - quarta parte - 「ホームズの黙示録(Code Break)」 - Hōmuzu no Mokushiroku (Code Break) – "L'Apocalisse di Holmes (decifrazione del codice)" | 11 giugno 2011    | 18 ottobre 2014   |
| 619   | 670   | Conan, in contatto telefonico con Ran, riesce a sciogliere l'enigma grazie anche ad alcuni riferimenti alle storie di Holmes. Kogoro e Ran scoprono che, unendo con una linea i luoghi dei ritrovamenti degli indizi, si ottiene la forma di una racchetta da tennis. Conan sospetta, quindi, che Ade abbia intenzione di uccidere qualcuno durante le finali del Torneo di Wimbledon alle quali partecipa Minerva. La ragazza, che si sta preparando per l'incontro, trova un messaggio nella sua polsiera. Ran, Conan, Kogoro ed Agasa si recano a Wimbledon. |                   |                   |
| 620   | 671   | Nella patria di Holmes - quinta parte - 「ホームズの黙示録（芝の女王（グラスコートクイーン））」 - Hōmuzu no Mokushiroku (grass court queen (gurasu kōto kuīn)) – "L'Apocalisse di Holmes (la regina del campo d'erba)" | 18 giugno 2011    | 18 ottobre 2014   |
| 620   | 671   | Conan intuisce che Minerva sta eseguendo delle battute che fanno ricadere la palla in alcuni punti precisi del campo. Questi punti, in alfabeto braille, compongono la parola "Help". Conan riesce ad accedere agli spalti chiedendo ad Apollo il suo biglietto e, dalle successive battute di Minerva, scopre che l'obiettivo di Ade è la madre e quindi alla donna è stato recapitato un peluche contenente dell'esplosivo. |                   |                   |
| 621   | 672   | Nella patria di Holmes - sesta parte - 「ホームズの黙示録(0 is Start)」 - Hōmuzu no Mokushiroku (Zero is Start) – "L'Apocalisse di Holmes (0 è l'inizio)" | 25 giugno 2011    | 18 ottobre 2014   |
| 621   | 672   | Conan è riuscito a localizzare Ade perché, fra il pubblico, questi è l'unico che non muove la testa per seguire l'incontro. Quando Conan sta per colpirlo con un ago anestetizzante, una signora attira l'attenzione ed Ade si volta e si accorge di essere stato scoperto. Ade viene colpito da una palla da tennis lanciata prontamente da Minerva e, poco dopo, la polizia interviene ed arresta il malvivente. Conan riceve un'altra pillola di antidoto all'APTX4869 dai suoi genitori per poter ritornare in Giappone. Più tardi, dopo avere vinto il campionato, Minerva incontra di nuovo Ran che le racconta della confessione di Shinichi. Infatti, il giorno prima, Shinichi è riuscito a fermare Ran ed a spiegarle che, pur essendo un detective, non può dedurre cosa ci sia nel cuore della ragazza che gli piace. |                   |                   |
| 622   | 673   | Codice di emergenza - prima parte - 「緊急事態252（前編）」 - Kinkyū jitai ni-go-ni (zenpen) – "Situazione di emergenza 252 (prima parte)" | 2 luglio 2011     | 20 ottobre 2014   |
| 622   | 673   | I Giovani Detective, Conan ed Ai decidono di giocare a nascondino all'interno di un edificio in costruzione. Genta, mentre cerca un nascondiglio, sente degli strani rumori e contatta gli amici per avvertirli dell'accaduto. Conan ritiene che i colpi siano una richiesta di soccorso. Poco dopo, i ragazzi incontrano due carpentieri, i quali spiegano che il rumore proveniva dal loro martello. Conan deduce che i due stanno fingendo e che, probabilmente, tengono in ostaggio una persona nascosta da qualche parte nel palazzo. I ragazzi decidono di avvertire la polizia del probabile rapimento, ma i due uomini sentono la loro conversazione e cercano di catturarli. Conan cade nelle mani dei malviventi dopo che il suo stesso pallone, rimbalzando accidentalmente contro una porta, lo colpisce in pieno viso. Ai decide di farsi catturare per permettere agli altri tre ragazzi di fuggire. |                   |                   |
| 623   | 674   | Codice di emergenza - seconda parte - 「緊急事態252（後編）」 - Kinkyū jitai ni-go-ni (kōhen) – "Situazione di emergenza 252 (seconda parte)" | 9 luglio 2011     | 21 ottobre 2014   |
| 623   | 674   | Mitsuhiko, Ayumi e Genta si sono nascosti in attesa di ricevere indicazioni da Conan tramite il distintivo dei giovani detective. Conan riesce a stendere uno dei due criminali e, proprio mentre il complice sta cercando di fuggire dal palazzo, arriva in soccorso Subaru. Subaru rivela di avere usato la funzione di localizzazione delle persone degli occhiali di ricambio di Conan e che Agasa era stato rapito. |                   |                   |
| 624   | 675   | Messaggio su una videocassetta 「初恋のビデオレター」 - Hatsukoi no video letter (bideoretā) – "La lettera video del primo amore" | 16 luglio 2011    | 22 ottobre 2014   |
| 624   | 675   | Chiba è alla ricerca di una videocassetta nascosta nel deposito della scuola elementare Teitan che contiene la risposta alla lettera d'amore che, tredici anni prima, scrisse a Naeko Miike, una bambina di cui era innamorato. Conan, Ai ed i Giovani Detective lo aiutano a cercarla. |                   |                   |
| 625   | 676   | Delitto nella casa degli orrori - prima parte - 「絶叫手術室（オペルーム）（前編）」 - Zekkyō ope-room (operūmu) (zenpen) – "La sala operatoria delle urla (prima parte)" | 23 luglio 2011    | 23 ottobre 2014   |
| 625   | 676   | Kogoro partecipa al festival organizzato dall'università di Beika e viene accompagnato da Ran, Sonoko e Conan. Mentre Kogoro è sul palco, i ragazzi conoscono uno studente che li conduce ad una "casa degli orrori" realizzata per l'occasione. Qui, questi chiede loro di testare l'attrazione per verificare che gli zombie siano stati truccati in modo realistico. Una delle comparse muore avvelenata proprio sotto gli occhi di Ran, Sonoko e Conan. Questi scopre che, pochi mesi prima, un amico della vittima si era suicidato. |                   |                   |
| 626   | 677   | Delitto nella casa degli orrori - seconda parte - 「絶叫手術室（オペルーム）（後編）」 - Zekkyō ope-room (operūmu) (kōhen) – "La sala operatoria delle urla (seconda parte)" | 30 luglio 2011    | 24 ottobre 2014   |
| 626   | 677   | Conan scopre che la vittima era già morta prima del loro arrivo. Dopo avere escluso l'ipotesi del suicidio, Conan deve, però, capire come l'assassino sia riuscito a far muovere il cadavere come se avesse le convulsioni. Alla fine, dopo avere risolto il mistero, Conan addormenta Sonoko ed utilizza il papillon-modulatore vocale per rivelare a tutti come si sono svolti veramente i fatti. |                   |                   |
| 627   | 678   | Conan contro Kid: battaglia per i tesori di Ryoma - prima parte - 「コナンキッドの龍馬お宝攻防戦（前編）」 - Konan Kiddo no Ryōma otakara kōbō-sen (zenpen) – "La battaglia del tesoro di Ryoma fra Conan e Kid (prima parte)" | 20 agosto 2011    | 27 ottobre 2014   |
| 627   | 678   | Kid lancia una nuova sfida alla polizia in occasione dell'apertura di un importante museo che esporrà, tra i tanti pezzi rari, anche un preziosissimo e leggendario cinturone appartenuto a Sakamoto Ryoma. Kid ha spedito un biglietto di preavviso nel quale afferma di voler restituire tre oggetti rubati dalla misteriosa ladra Phantom Lady, anch'essi appartenuti a Ryoma. Il giorno della mostra, Jirokichi riceve un secondo messaggio da Kid in cui afferma di voler lavare i panni sporchi, proprio come Ryoma, che aveva scritto "laverò di nuovo i panni sporchi del Giappone" prima di tornare in patria. Conan deduce che Kid sta aspettando che inizi a piovere per poter mettere in atto il suo piano e suggerisce a Jirokichi di installare dei metal detector all'interno del museo. |                   |                   |
| 628   | 679   | Conan contro Kid: battaglia per i tesori di Ryoma - seconda parte - 「コナンキッドの龍馬お宝攻防戦（後編）」 - Konan Kiddo no Ryōma otakara kōbō-sen (kōhen) – "La battaglia del tesoro di Ryoma fra Conan e Kid (seconda parte)" | 27 agosto 2011    | 28 ottobre 2014   |
| 628   | 679   | Conan viene rinchiuso nel bagno da Kid che gli spiega di essere riuscito a superare i metal detector rimuovendo il contenuto della pistola. Alla fine, Kid fa la sua apparizione davanti a tutti e, grazie alla confusione creata dall'allarme antincendio, riesce a restituire gli oggetti rubati che si scoprono essere dei falsi. |                   |                   |
| 629   | 680   | Il video promozionale - prima parte - 「プロモビデオ撮影事件（前編）」 - Puromo bideo satsuei jiken (zenpen) – "Il caso delle riprese del video promozionale (prima parte)" | 3 settembre 2011  | 29 ottobre 2014   |
| 629   | 680   | Conan, Ran, Sonoko ed i Detective Boys si recano in gita su un'isola della prefettura di Okinawa. Qui, i ragazzi assistono alle riprese di un video promozionale interpretato da un attore che desidera riabilitare la propria immagine. Per riuscire nel suo intento, l'uomo cerca di strafare ed obbliga la sua controfigura a recitare una scena molto pericolosa. In serata viene ritrovato il cadavere dell'attore ed i sospetti ricadono sui restanti attori e sui componenti della troupe. |                   |                   |
| 630   | 681   | Il video promozionale - seconda parte - 「プロモビデオ撮影事件（後編）」 - Puromo bideo satsuei jiken (kōhen) – "Il caso delle riprese del video promozionale (seconda parte)" | 10 settembre 2011 | 30 ottobre 2014   |
| 630   | 681   | Mentre si cerca di scoprire l'autore del delitto, un cameraman muore cadendo da un dirupo. Conan capisce chi li ha uccisi ed addormenta Sonoko per spiegare la verità. |                   |                   |
| 631   | 682   | Il mistero delle lancette 「花時計は知っていた」 - Hana tokei wa shitte ita – "Ciò che sapeva l'orologio floreale" | 17 settembre 2011 | 27 aprile 2015    |
| 631   | 682   | Conan, Ai ed i Giovani Detective notano un uomo ubriaco accanto all'orologio floreale presente al centro del parco in cui si sono recati. Quando i ragazzi tornano nei pressi dell'orologio, notano che l'uomo è morto, colpito da una delle lancette. Inizialmente, la polizia pensa ad un incidente, ma Conan è convinto che l'uomo ubriaco visto la prima volta e la vittima non siano la stessa persona. |                   |                   |
| 632   | 683   | Il custode del tempo - prima parte - 「時の番人の刃（前編）」 - Toki no bannin no yaiba (zenpen) – "La spada del guardiano del tempo (prima parte)" | 1º ottobre 2011   | 28 aprile 2015    |
| 632   | 683   | Una lettera minatoria firmata "il guardiano del tempo" avverte che la proprietaria di un grande palazzo sarà assassinata alle ore 18 durante la sua festa di compleanno. Kogoro e Conan cercano di proteggerla, ma non riescono nel loro intento. Sembra che sia stata pugnalata con un rompighiaccio e che l'aggressore sia fuggito dal balcone, ma non vengono rinvenute né impronte né l'arma del delitto. Secondo alcune testimonianze, l'assassino si è mosso con agilità, ma aveva una corporatura piuttosto grossa. |                   |                   |
| 633   | 684   | Il custode del tempo - seconda parte - 「時の番人の刃（後編）」 - Toki no bannin no yaiba (kōhen) – "La spada del guardiano del tempo (seconda parte)" | 8 ottobre 2011    | 29 aprile 2015    |
| 633   | 684   | Nessuno alla festa corrisponde alla descrizione. Conan deduce che la donna è stata pugnalata con un ombrello ed un congegno posizionato dal colpevole sulla torre del palazzo ha trascinato via l'arma allo scoccare dell'ora. Ad ucciderla è stato il progettista del palazzo, che desiderava vendicare il suo miglior amico orologiaio, morto quattro anni prima. Egli rivela che lei aveva sempre trattato male l'amico. |                   |                   |
| 634   | 685   | Il ristorante molto stretto 「犯行現場は激セマ店」 - Hankō genba wa geki sema ten – "La scena del crimine è un negozio molto stretto" | 15 ottobre 2011   | 30 aprile 2015    |
| 634   | 685   | Kogoro si reca assieme ad alcuni suoi amici, anche loro scommettitori di corse dei cavalli, in un bar molto stretto. Ognuno si allontana per svolgere delle faccende personali, ma, quando si riuniscono nuovamente nel bar, scoprono che la proprietaria del bar è stata pugnalata. Kogoro capisce che, durante la pausa, qualcuno ha avuto una lite con lei e l'ha uccisa. |                   |                   |
| 635   | 686   | Attenzione alla dieta 「ダイエットにご用心」 - Daietto ni go yōjin – "Attenzione alle diete" | 5 novembre 2011   | 1º maggio 2015    |
| 635   | 686   | Ran, Sonoko e Conan partecipano ad una lezione di yoga in un centro di dimagrimento per V.I.P. quando una cliente non magra, disturbatrice e nota per aver minato la reputazione di molti locali commerciali con le sue pesanti lamentele, muore avvelenata. Inizialmente, si ipotizza un suicidio, ma Conan scopre che si tratta di omicidio. |                   |                   |
| 636   | 687   | Il vaso scomparso - prima parte - 「世界一受けたい授業事件（前編）」 - Sekaiichi uketai jugyō jiken (zenpen) – "Il caso della scuola più preziosa del mondo (prima parte)" | 12 novembre 2011  | 4 maggio 2015     |
| 636   | 687   | Kogoro viene richiesto come star in un programma televisivo educativo. Durante le prove dello show, viene rubato un prezioso vaso e, probabilmente, chi l'ha rubato è ancora all'interno dello studio. |                   |                   |
| 637   | 688   | Il vaso scomparso - seconda parte - 「世界一受けたい授業事件（後編）」 - Sekaiichi uketai jugyō jiken (kōhen) – "Il caso della scuola più preziosa del mondo (seconda parte)" | 19 novembre 2011  | 5 maggio 2015     |
| 637   | 688   | Dopo vari tentativi per ritrovarlo, Conan deduce che il vaso è stato rotto e che il colpevole lo ha nascosto nel suo marsupio. |                   |                   |
| 638   | 689   | Il palazzo delle foglie rosse - prima parte - 「紅葉御殿で謎を解く（前編）」 - Momiji goten de nazo o toku (zenpen) – "Risolvere i misteri al palazzo Foglia Rossa (prima parte)" | 26 novembre 2011  | 6 maggio 2015     |
| 638   | 689   | Conan, Kogoro e Ran stanno facendo una passeggiata, quando sono testimoni di un'auto che cerca di investire una bambina e la sua autista. Dopo averli portati in salvo, vengono a sapere che questa è stata adottata da un uomo molto ricco. Quest'ultimo, in segno di gratitudine, li invita a visitare le sue proprietà. Poco dopo, però, viene trovato morto per avere bevuto del tè avvelenato. |                   |                   |
| 639   | 690   | Il palazzo delle foglie rosse - seconda parte - 「紅葉御殿で謎を解く（後編）」 - Momiji goten de nazo o toku (kōhen) – "Risolvere i misteri al palazzo Foglia Rossa (seconda parte)" | 3 dicembre 2011   | 7 maggio 2015     |
| 639   | 690   | Vengono assassinate altre due persone. Conan capisce che, probabilmente, il movente riguarda il tesoro della Foglia Rossa. |                   |                   |
| 640   | 691   | Il viaggio nella memoria - parte di Okayama - 「8枚のスケッチ記憶の旅（岡山編）」 - Hachimai no sukecchi kioku no tabi (Okayama hen) – "Il viaggio del ricordo degli otto schizzi (parte di Okayama)" | 10 dicembre 2011  | 8 maggio 2015     |
| 640   | 691   | Conan, Kogoro e Ran sono invitati ad Okayama per assaggiare le specialità locali. Poco dopo, i tre incontrano una donna che soffre di amnesia e decidono di aiutarla a riacquistare la memoria. Questa li conduce nei luoghi che ha l'impressione di avere visitato. Successivamente, il gruppo incontra una persona che afferma di conoscere l'identità della "smemorata" e rivela anche che potrebbe essere una testimone importante per scagionare suo fratello accusato di una rapina ad una gioielleria. Alla fine, lei riceve un biglietto che le chiede di presentarsi sola in un luogo se desidera riottenere i suoi ricordi. |                   |                   |
| 641   | 692   | Il viaggio nella memoria - parte di Kurashiki - 「8枚のスケッチ記憶の旅（倉敷編）」 - Hachimai no sukecchi kioku no tabi (Kurashiki hen) – "Il viaggio del ricordo degli otto schizzi (parte di Kurashiki)" | 17 dicembre 2011  | 11 maggio 2015    |
| 641   | 692   | Uno sconosciuto mascherato tenta di uccidere la donna, ma viene bloccato da Conan. Il gruppo continua a seguire i percorsi suggeriti dagli indizi raccolti sino ad arrivare nella città di Kurashiki. Qui, lei rischia di essere rapita una seconda volta da uno sconosciuto mascherato. Conan scopre che questo secondo rapitore è uno strozzino che sta cercando di recuperare il denaro prestato alla donna che si spacciava amica della ragazza. Quest'ultima, rintracciata dal gruppo, confessa di essersi finta amica della donna per individuare i gioielli rubati. |                   |                   |
| 642   | 693   | Il bambino bugiardo - prima parte - 「カルタ取り危機一髪（前編）」 - Karuta-tori kikiippatsu (zenpen) – "Un momento critico dalle carte karuta (prima parte)" | 7 gennaio 2012    | 12 maggio 2015    |
| 642   | 693   | Conan è a letto con la febbre e non può raggiungere Ai, Genta e Mitsuhiko per giocare con le carte karuta a casa di Ayumi. Per verificare le condizioni di salute di Conan, Mitsuhiko effettua una videochiamata. Nel frattempo, un bambino di nome Masao bussa alla porta di casa chiedendo aiuto. Poco dopo, un uomo ed una donna, che affermano di essere i genitori di Masao, recuperano il bambino, ma lui afferma di non conoscerli. I Detective Boys credono si tratti di uno scherzo, ma Conan, che ha assistito alla scena attraverso il telefono, chiede loro di chiamare la polizia perché stava dicendo la verità. Senza dare ulteriori spiegazioni, Conan chiude la chiamata e torna a riposare. Non possedendo prove a supporto della teoria di Conan, i giovani detective iniziano a fare domande ai vicini della famiglia di Masao, considerato un monello a cui piace fare scherzi. Alla fine, Ayumi si inventa la scusa di voler giocare a carte con Masao in modo da poter entrare nell'appartamento. Genta vorrebbe usare il bagno e lo comunica alla donna, che sta guidando il gioco, ma questa glielo impedisce poiché in bagno c'è la madre di Masao, tenuta legata ed imbavagliata dall'uomo sotto la minaccia di un coltello. |                   |                   |
| 643   | 694   | Il bambino bugiardo - seconda parte - 「カルタ取り危機一髪（後編）」 - Karuta-tori kikiippatsu (kōhen) – "Un momento critico dalle carte karuta (seconda parte)" | 14 gennaio 2012   | 13 maggio 2015    |
| 643   | 694   | Ai intuisce che Masao ha davvero bisogno di aiuto e che, quindi, non stava mentendo. Durante la partita di carte, Masao si comporta in modo strano e, successivamente, si allontana chiedendo alla donna di andare al bagno. Mentre sono assenti, Ai ed i Detective Boys cercano di decifrare il codice che Masao voleva comunicare loro tramite le carte karuta. Ai riesce, per la prima volta, a risolvere il caso da sola con l'aiuto dei Detective Boys. Conan risolve il caso a distanza nello stesso tempo e, inaspettatamente, interviene mettendo a terra i due criminali. |                   |                   |
| 644   | 695   | Un ramen buono da morire - prima parte - 「死ぬほど美味いラーメン（前編）」 - Shinu hodo umai rāmen (zenpen) – "Un ramen buono da morire (prima parte)" | 4 febbraio 2012   | 14 maggio 2015    |
| 644   | 695   | Ran chiama Kogoro per informarlo che si tratterrà a scuola per allenarsi. Kogoro e Conan, quindi, si recano in un ristorante per mangiare del ramen. Il presidente di una società immobiliare muore avvelenato dopo avere assaggiato una porzione di cibo. La polizia interviene ed ordina a Kogoro, Conan ed altri tre sospetti (cuoco, cameriera, barbiere) di restare fuori dal negozio mentre si svolgono le prime rilevazioni. |                   |                   |
| 645   | 696   | Un ramen buono da morire - seconda parte - 「死ぬほど美味いラーメン（後編）」 - Shinu hodo umai rāmen (kōhen) – "Un ramen buono da morire (seconda parte)" | 11 febbraio 2012  | 15 maggio 2015    |
| 645   | 696   | Il veleno viene rinvenuto unicamente sul pollice e sull'indice della vittima. Grazie a questa informazione, Conan scopre chi fra i tre sospetti è il colpevole. |                   |                   |